# ハールレム

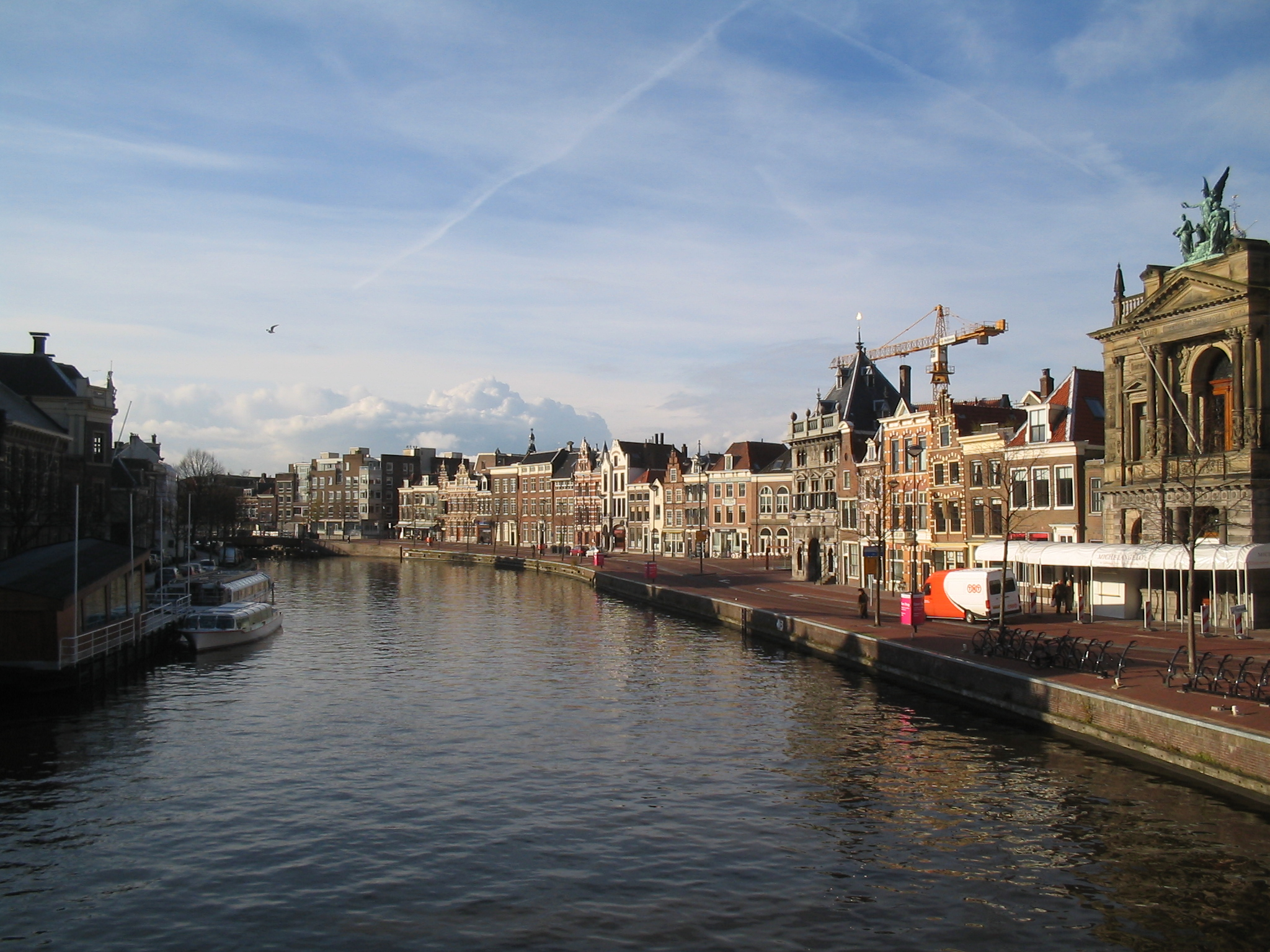
スパールネ川

ハールレム（Haarlem [ˈɦaːrlɛm] ( 音声ファイル)）は、オランダの北ホラント州にある基礎自治体（ヘメーンテ）であり、州都が置かれている都市。ニューヨークのハーレム地区の名称は、このハールレムに由来する。ハーレムとも表記される。

## 地勢・産業
街の中心部から北海沿岸まで約5キロメートル程度。スパールネ川沿いに位置する印刷業のほか、チューリップやヒヤシンスなどの球根栽培も盛んである。近隣の都市としては、約20キロメートル東のアムステルダム、30キロメートル北のアルクマール、25キロメートル南のライデンなどが挙げられる。
街のあだ名は川にちなんで「スパールネの街」（スパルネストタド）、あるいは何世紀もの間、園芸栽培で栄えたことから「花の街」と呼ばれる。

## 歴史
1245年、都市権を得る。中世後期には、毛織物や造船などの産業が発達した。
市域をめぐる壁が築かれるのは、都市権を獲得してから20年以上を経た1270年である。現在の市域にはかつてのスコーテン、また以前は行政上ブルメンダールやヘームステーデに属した地域も組み入れられた。スパールンダムの西部は基礎自治体としてハールレムに含まれるが、新興住宅地は行政区分上、隣接するハーレマーメールに属する。
16世紀後半の八十年戦争では、1572年11月より激しいスペイン軍の攻撃を受け、数か月の抵抗を見せるも翌年7月に降伏した。1577年の講和によってスペイン軍は撤退し、カトリックとプロテスタントの同権が確認された。これ以降、フランドルより多くの難民が流入し、彼らによって麻織物工業や漂白の高度な技術がもたらされた。そのため、この時期のハールレムはヨーロッパ屈指の漂白地として繁栄を取り戻した。
そのほか、17世紀頃よりチューリップなどの球根栽培が盛んに行われ、今日に至るまでハールレムの主要産業の1つとなった。1839年、オランダ初の鉄道がアムステルダムとハールレムの間で開通した。

## 宗教
ハールレムには9世紀からキリスト教の教区教会が置かれ、初めての教会は聖ウィリブロルドによって695年に設立されたフェルセンの教会の「娘」という位置づけで、現在のマルクト広場（中央市広場）にその木造の教会があった。跡地に立つのが大聖堂 St.-Bavokerk である。アヴィニョン教皇時代の1309年にローマ教皇クレメント5世に初めて贖宥状を与えられ、人口が増え教会が拡張されると、1245年、都市の権利を受けた。その後1347年と1351年の火災があり、ハールレムは教会再建の資金集めに1397年に再びポルティウンクラの贖宥状を受ける。ところがこれは数世紀にもわたって繰り返し使用され、拡張と修復に資金をもたらした。
おそらくローマとの強い結びつきがなかった理由は、アヴィニョン教皇の贖宥状を得たからと考えられる。町の中心に立ち大聖堂と呼ばれる教会にエクス・カテドラ (司教座) が置かれたのは1559年から1578年までのたった19年でしかない。その教会 (Sint-Bavokerk) はもとは教区教会として聖マリア教会と称し、1274年にフリースラント軍 (Kennemers) あるいは西フリースラント軍など侵略を受けるたび天国から降臨してハールレムを解放したという守護聖人バーフにちなんで、聖バーヴォ教会と改称された。この故事にしたがい、1572年のスペイン軍による包囲戦でハールレム軍の勝鬨 (かちどき) 「Sint Bavo voor Haarlem」(ハールレムの聖バーフ) が生まれたと伝わる。スペインとの戦いはグーツミツプレイン (Goudsmitsplein) に地下教会聖ジョセフスタティが建つきっかけとなった。
ローマカトリック小教区は1559年に教区になり (Dioecesis Harlemensis)、初代司教ニコラース・ファン・ニーランド (1510年生まれ) が1561年11月6日に着座する。1569年、飲酒の咎 (とが Dronken Klaasje) をいさめるアルバ公に辞任を勧められる。司教はスペインのカトリック教徒の侵略ばかりか地元オランダの改革派をも恐れ、悲しみをかき消そうと飲酒に走ったとされる。このときは1566年に市長命令による教会封鎖が数か月続いたため、イコン破壊を免れた。この期間にカトリック教会につながる象徴や像はすべて取り払われ、教会堂内には既にいくつものグループがチャペルを築いていたことから、おのおのが教会にしのびこんでは宝物を持ち出し、混乱もなくひそかに地下教会に運び込んだ。しかしながらハールレムの陥落をきっかけにスペイン軍がカトリック教の図像をふたたび配置する。ギルドがそれぞれの祭壇を修復するには莫大な費用がかかった。スペインとの戦いで消耗したハールレムの財界は行き詰まり、維持しきれなくなったチャペルやカトリック教会の建物が廃れて別の用途に転用される例が相次いだ。兵士1500人が捕虜として収容され、処刑を待ったバーケネッセル教会などは50年にわたり泥炭倉庫として使われることになる。
ニーランド司教の後継者ゴッドフリード・ファン・ミエルロ (ドミニコ会) でハールレムとローマの300年にわたる交わりが終わる。スペイン軍が敗北した1578年の聖餐日 (5月29日)、教会がウィレム1世 (オラニエ公)の軍の攻撃にさらされると司祭が一人殺され、教会の多くの物が破壊された。「ハールレムの正午」(Haarlemse Noon) と呼ばれるこの出来事により司教は逃亡を余儀なくされる。それでも教会の宝物の多くは、教会から500メートル以内に築かれた地下の教会に保管されていた。市議会は聖バーフ教会とそのすべての小教会を没収すると、後に福音改革派教会の教義に沿って改宗させ、新しく (現在に至る) 「大聖堂」Grote Kerk に改称させる。旧カトリック教徒とルター派は公的に容認されながら地下に潜った。プロテスタントもカトリックも、政治不安がすべて収まったときに「彼らの」教会の支配を取り戻すのはカトリックだろうと予想していたが、オランダのプロテスタントは自分たちがカトリック教徒をひとり残らず地方自治体から排斥したため、もし再びカトリック教会を容認した場合、損害賠償を課されることを恐れた。オランダ全土で新しいカトリック教会が建ち、水道のポンプ施設と類似しているため (同じ建築家によるネオクラシカル様式の設計)、ウォーターボード教会と呼ばれる。1841年にはハーレルムのヤンストラート Jansstraat に聖ジョセフ教会を新築、ようやくローマカトリックの司教座が設置されたのは1853年を待つことになる。教会が大きくなると、1898年にライツェヴァール (ライデン運河) 沿いに聖バーフ大聖堂と呼ばれる別の大聖堂が建てられた。ハールレム司教は新教会運河 (Nieuwe Gracht canal) に正式な司教館を構えている。
ハールレムには旧カトリック司教も着任、また独自のシナゴーグを持つ小さなユダヤ人コミュニティも現存する。
元のハールレム市立博物館であったフランス・ハルス美術館は現在も、「ハールレムの正午」に教会から没収された作品を多く収蔵する。

## 文化と娯楽

### 美術館、博物館
市内に博物館、美術館は数箇所あり、オランダ最古はスパーネ川沿いのタイラーズ美術館である。ミケランジェロとレンブラントの作品を含む美術と博物学、科学の資料を収蔵する。前出のフランス・ハルス美術館の本館はオランダの巨匠の作品を集め、マルクト広場の分館は現代美術専門のデ・ハーレンである。同じ広場には「精肉会館」の地下にハールレム考古学博物館、広場を挟んだ向かいのビルは毎週土曜日にハールレムの歴史を紹介する展示を公開する。
そのほか、ハールレム手回しオルガン博物館、16世紀創設の元養老院に設けられたドルフィー (精神医学博物館)、時計商の店舗をそのまま保存したテンブーム記念館 (第二次世界大戦中にユダヤ人を隠匿) があり、フランス・ハルス美術館の向かい側に立つ建物はハールレム歴史博物館である。

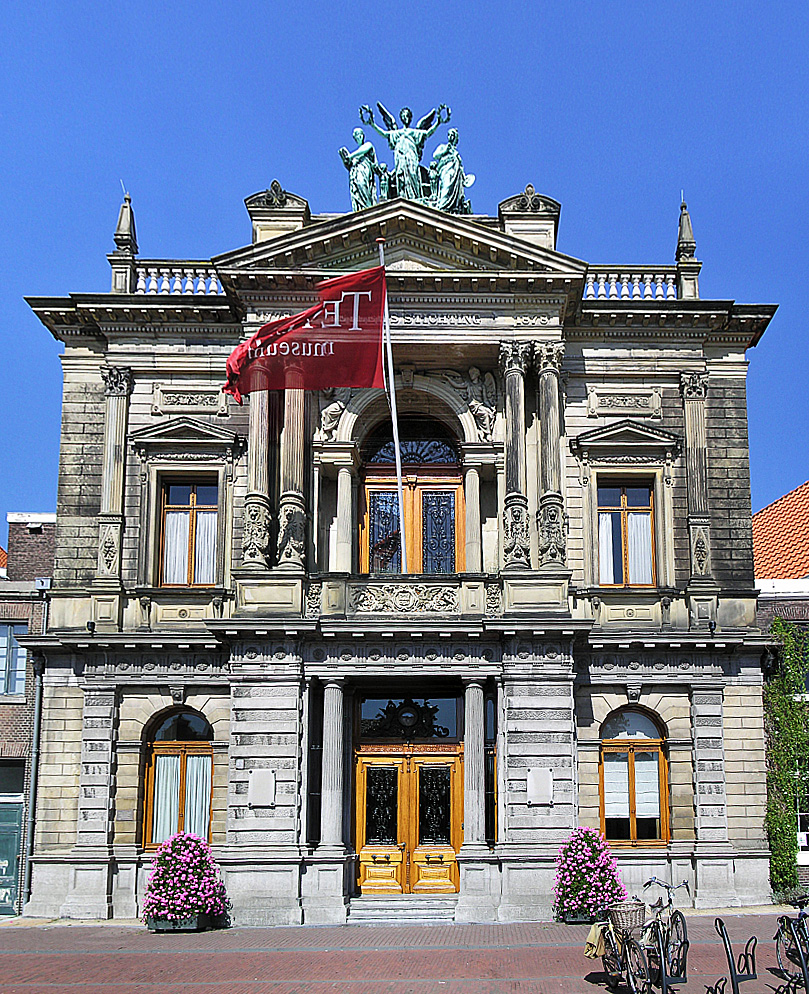
タイラーズ美術館（英語版）。
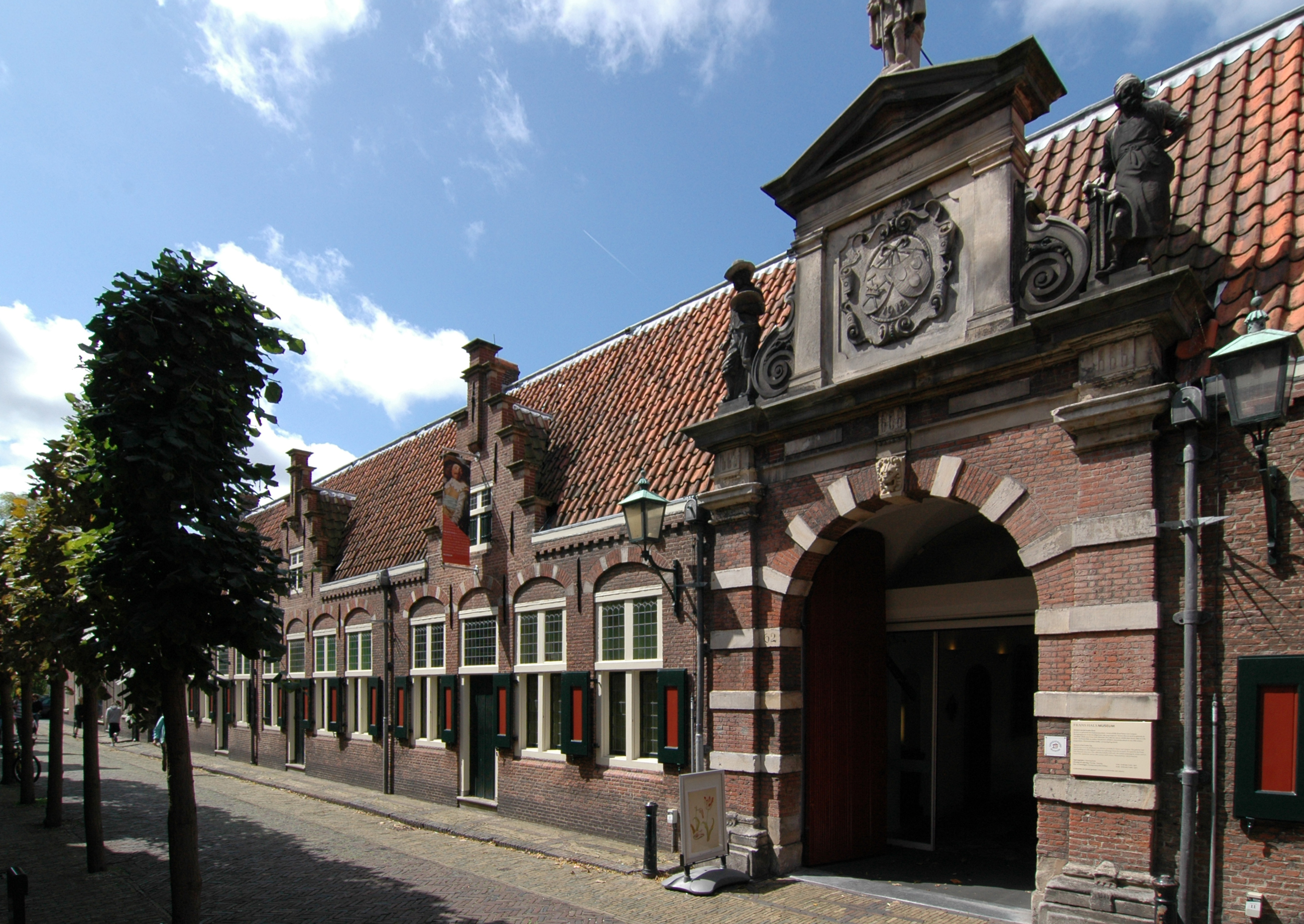
フランス・ハルス美術館の分館デハーレンを含む家並み。
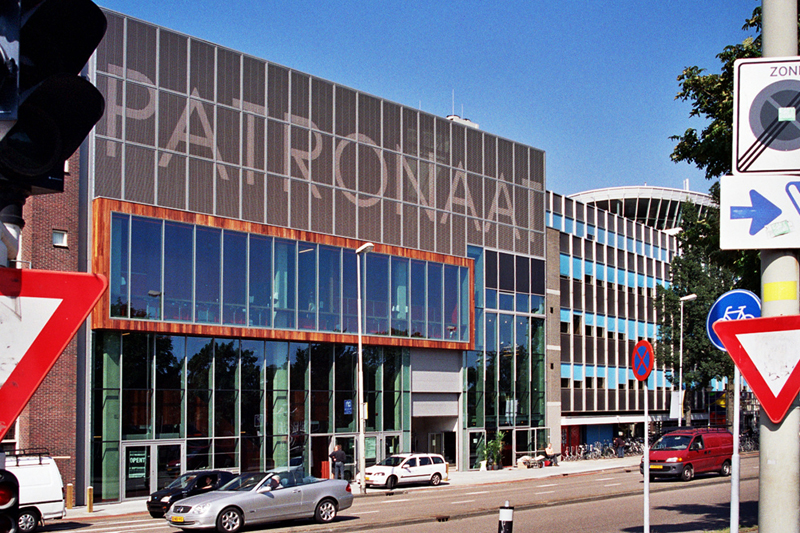
ポップスのコンサート会場パトロナート。
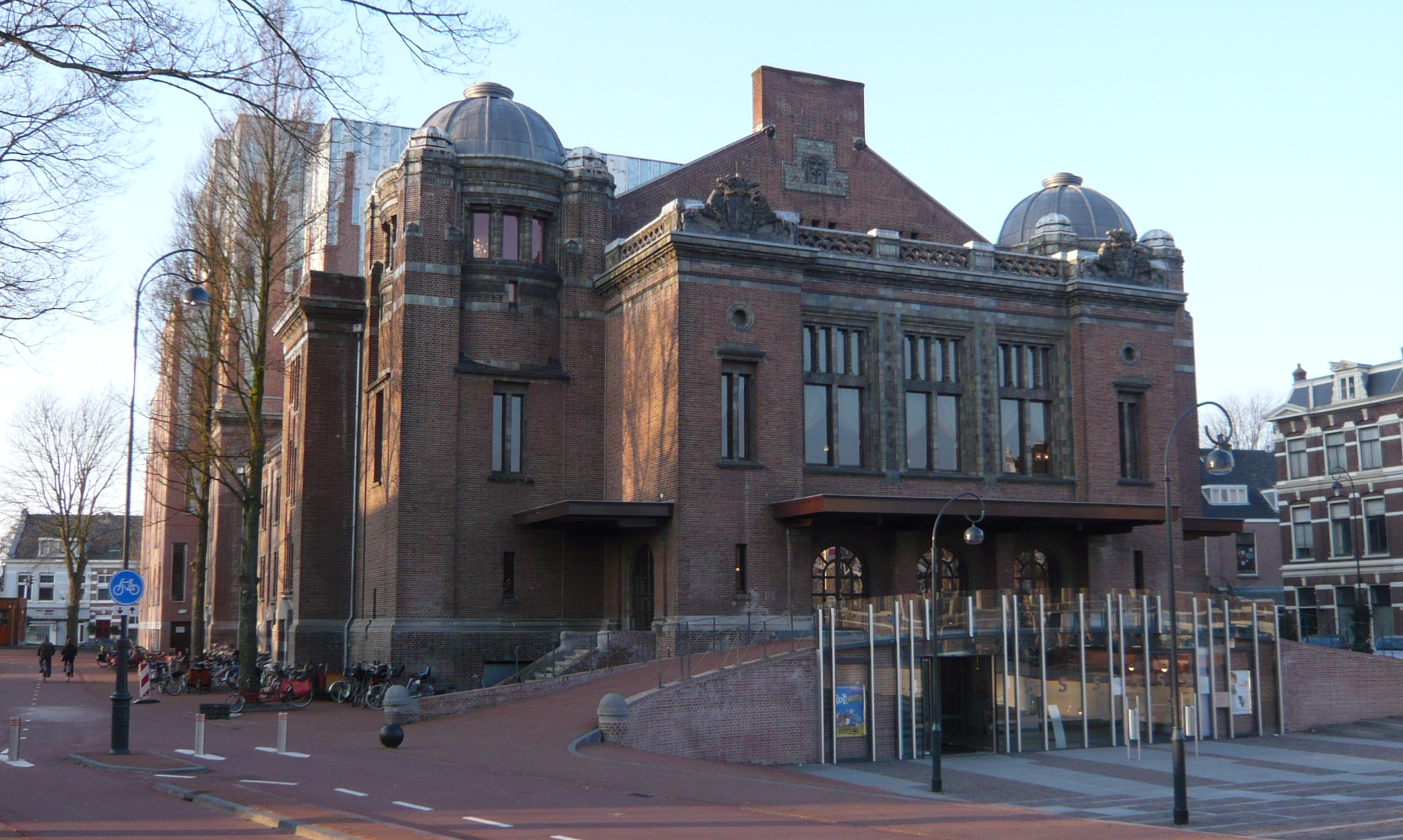
市民劇場 (ウィルソン広場)。

### 劇場、映画館、文化センター
劇場や映画館も複数あり (美術館・博物館併設を除く)、フィルハーモニーは都心のマルクト広場に近いコンサートホール、隣の Toneelschuur 劇場は映画のスクリーンが複数面備わっている (単に映画小屋 Filmschuur とも呼ばれる)。市民劇場 Stadsschouwburg (ウィルソン広場) は大規模改修を経て2008年に再オープンし、定員は698席である。
すでに閉館した映画館は2館で、1915年創設のシネマパラスはオランダ屈指の古さを誇りながら2011年1月15日に惜しまれつつ廃業した。またもう1軒のブリンクマン・シネマはマルクト広場に面し、閉館日は2012年2月1日である。市内の映画館はほかに1軒だけ残り、パテ・ハールレムはラークスの新しいショッピングセンターで2011年7月5日に営業を開始している。
ポップスのコンサート会場パトロナートはオランダ国内でも最大の会場の一つ。市民や市外からの訪問者を迎える人気のナイトスポットでもある。

### 年中行事
花の行列という毎年4月恒例の行事では、花で装飾した台車を連ねてノートウェイクからハールレムまでパレードを運行し、1日だけ展示する。同月にはマルクト広場とハールレム・ノルトで移動遊園地が開く。その他、同じくマルクト広場を会場に行われる行事特筆すべきは、恒例の音楽祭ハールレム・ジャズ・アンド・モア (旧称ハールレム・ジャズ・スタッド)、料理人が技を競うハールレム・キュリネールが著名で、1年おきに開かれるコミック関連のハールレム・ストリップダゲンも人気がある。

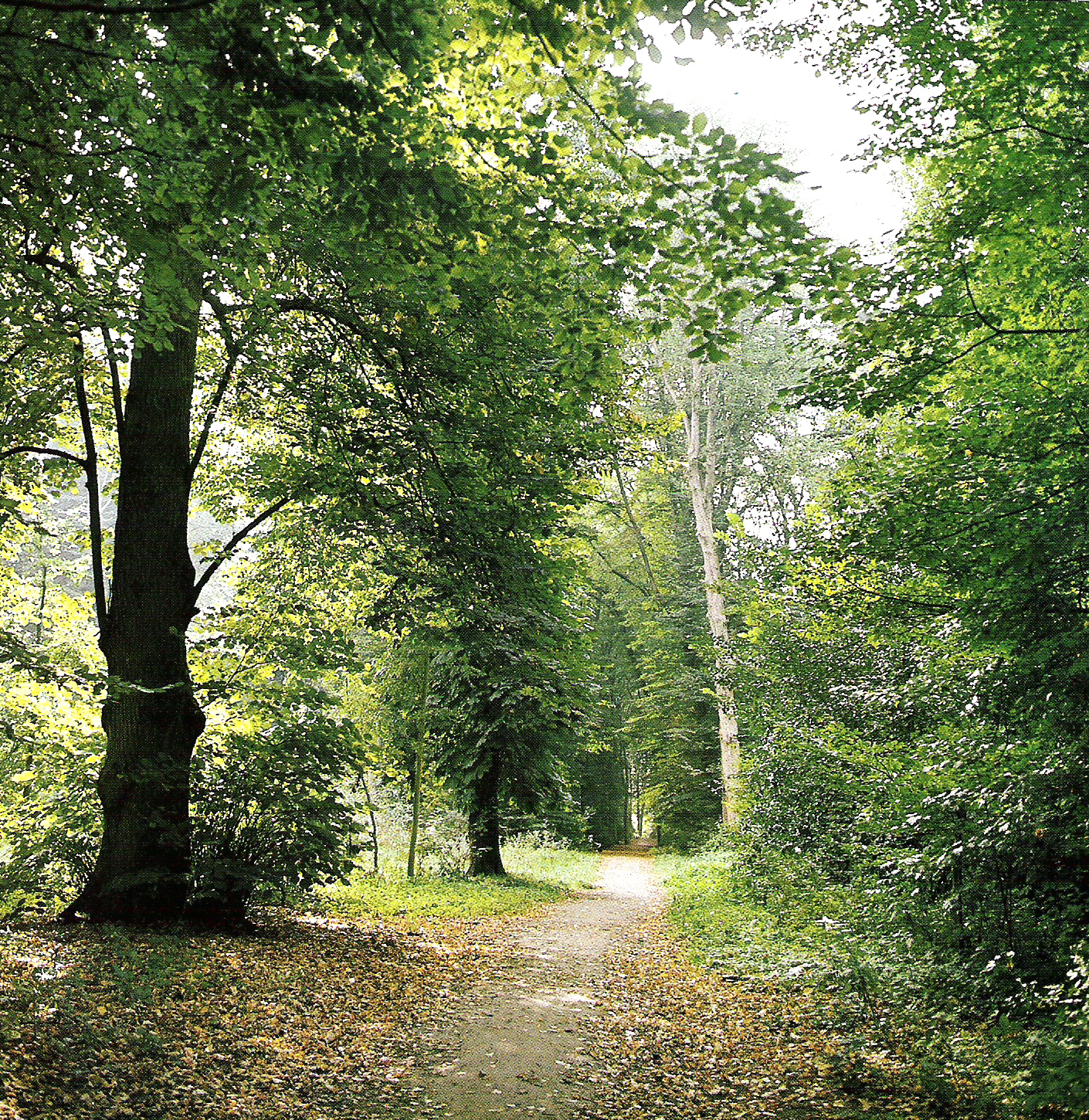
ハールレマーハウト公園の森。

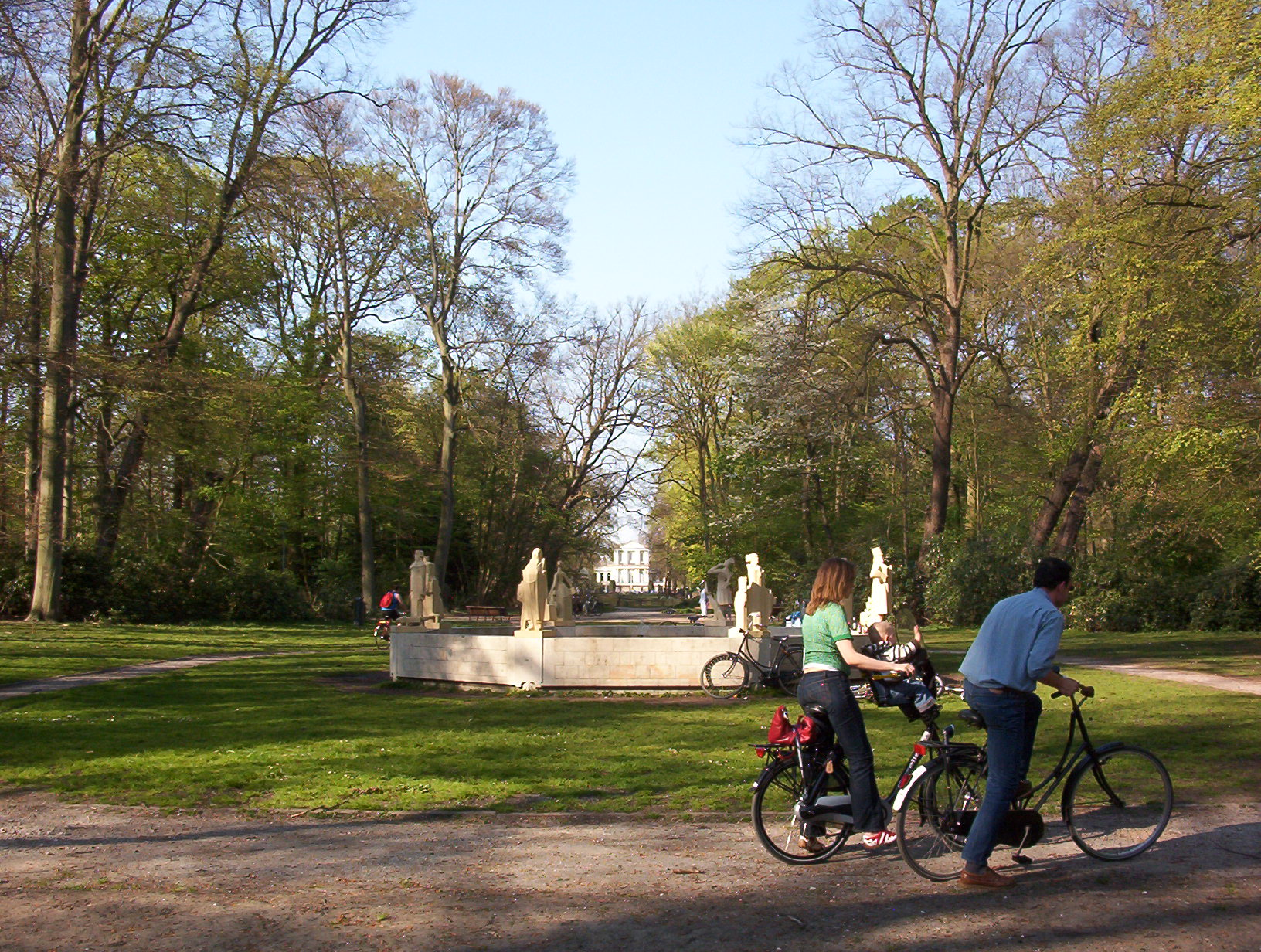
公園のヒルデブランド記念碑。

毎年5月5日、オランダがナチスから解放された記念日に開かれるベフレーディスポップ音楽祭の会場はハールレマーハウト公園で、この公園ではほかに音楽と演劇の祭典ハールレマーハウト・フェスティバルも行われる。

### スポーツ界

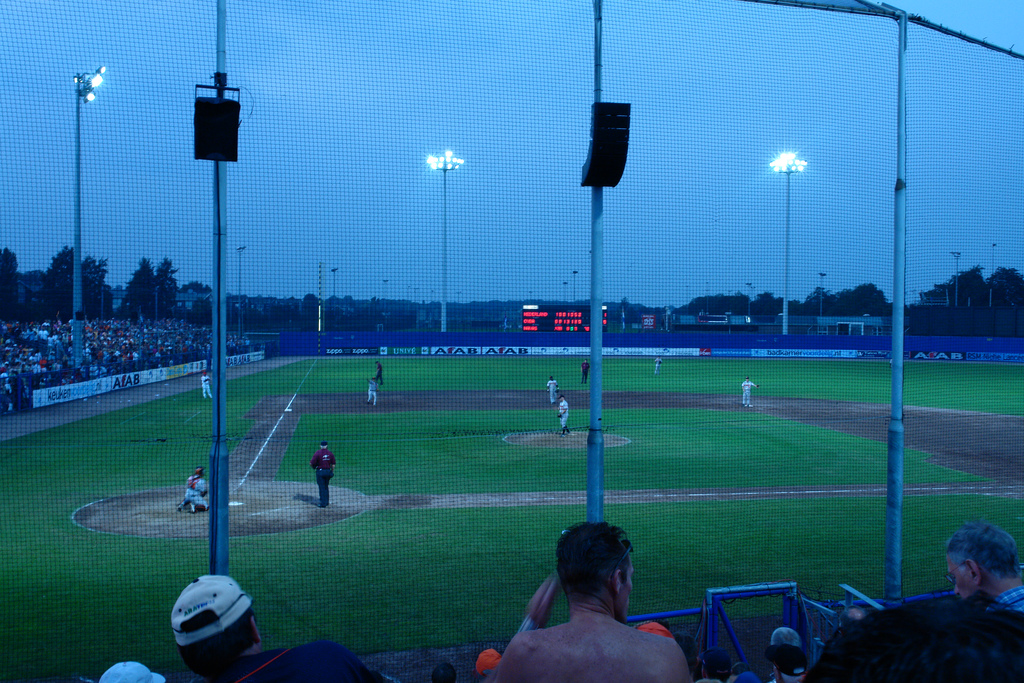
2006年のハールレムベースボールウィーク (ピム・ミュリエ競技場)

ハールレムに本拠地を置くスポーツクラブはいくつもあり、多様な種目に取り組んでいる。また、国際競技大会の招致にも積極的である。

#### サッカー
アマチュアリーグに参加するサッカークラブのほか、かつてはプロリーグのクラブ HFCハールレム があったが2010年1月に経営不振に陥り解散した。1879年創設のロイヤル・ハールレムシェ・サッカークラブは現在も活動を続け、創設者ピム・ミュリエが築いたネーデルラント王国初のサッカークラブは、オランダ史上初のクラブの歴史をつむいでいる。

#### 野球・ソフトボール
オランダは野球・ソフトボールにおけるヨーロッパの強豪国として知られている。とりわけハールレムは昔から野球・ソフトボールが盛んな地域で、国際大会の開催都市にも指定されているほか、キンヘイムやスパークス・ハールレムなどのクラブチームが国内外の主要大会で数多くのタイトルを獲得してきた。
隔年開催の野球の国際大会・ハールレムベースボールウィークはピム・ミュリエ競技場を使用する。2014年には、発足間もない世界野球ソフトボール連盟 (WBSC) による初の主催大会で、しかもヨーロッパ初開催となった第14回世界女子ソフトボール選手権のホストを務めた。

#### その他
テニスクラブ HLTC ハールレム (1884年創設) および柔道のケナムジュ協会 Kenamju (1948年創設) はそれぞれ、その分野でオランダ初の歴史を歩んできた。
ハールレムが招致する国際競技としては、バスケットボールのハーレルム・バスケットボール・クラシックもある。サッカーのピッチとほぼ同じ広さを使う氷上の競技バンディの第1回国際試合は1891年に行われ、ハールレムがイギリス南東部に本拠を置くビューリーフェン・バンディ・クラブと対戦した。フィールドの広さがアイスホッケーと同じ「リンクバンディ」は今日も続いている。

### 文化関連のエピソード
海面より低い国土を囲む堤防に穴を見つけ、指でふさいで決壊を防いだ少年の物語はハールレムの英雄『Hero of Haarlem』として知られている。文学作品でこの都市を舞台にしたものは、古典では大デュマ著『黒いチューリップ』(La Tulipe Noire, 1850年)、最近ではグレゴリー・マグワイヤ Gregory Maguire の『Confessions of an Ugly Stepsister』がある。前者は花弁が黒いチューリップをめぐり最後のシーンをハールレムに設定してあり、物語を受けてハールレム園芸協会は黒色の栽培種の成功に賞金を懸けている。
オランダ東インド会社のバタヴィア航路の船が「ヘロニムス・コルネリス」号 Jeronimus Cornelisz と名付けられたきっかけは、破産した同名の化学者が1628年に乗組員になったからである。17世紀になると繁栄するハールレムの街には高い建物が林立して評判になり、その印象深い風景を指す言葉「ハールレンピェ」 が生まれた。わけても画家ヤーコプ・ファン・ロイスダールが絵の題材に選んだことから、当時、評判になった都市景観の面影をたとえば『View of Haarlem with Bleaching Fields』で知ることができる。フォークソング『アムステルダム』(アル・スチュワート作詞作曲) の歌詞にハールレムが登場する。映画では『オーシャンズ12』に登場するアムステルダム中央駅の場面はハールレム駅で撮影された。

#### その他の建築物と史跡

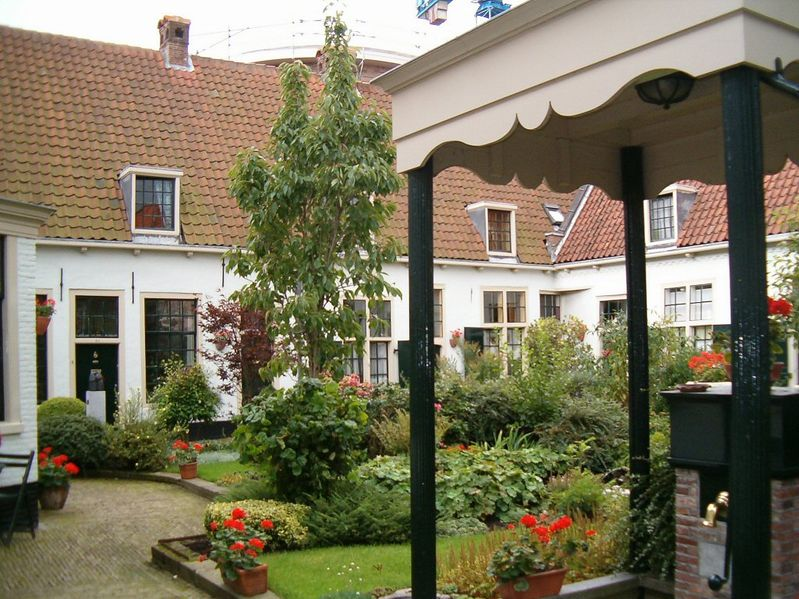
私設救貧院

18世紀以来、人口単位の美術館・博物館の件数でハールレムを抜くオランダの都市はないといわれている。現在では閉館した文化施設の数でも群を抜く。また中庭を配した私設救貧院があり、市内に19箇所と潤沢なこともこの都市の特徴で、主に独身の高齢者女性を入居者に迎える。週末に一般開放するところが多く、また設立団体がそのまま運営を続け高齢の独身女性のみ受け入れる例が大部分を占める。ほかに特徴的な建築物には1389年開学のハールレム・ラテン学校があり、学生主催のモデル世界大会が恒例である。
その他の主な建築群を紹介する。
- （A）中央市場の周辺 Grote Markt
  - （B）ハールレム市庁舎（英語版）
  - （C）精肉会館（英語版） (博物館相当施設が2軒ある)
  - （D）民兵本部（英語版）
  - （E）聖バーフ教会（英語版） (通称「大聖堂 」)
  - （F）ハールレム市立中央図書館（英語版）

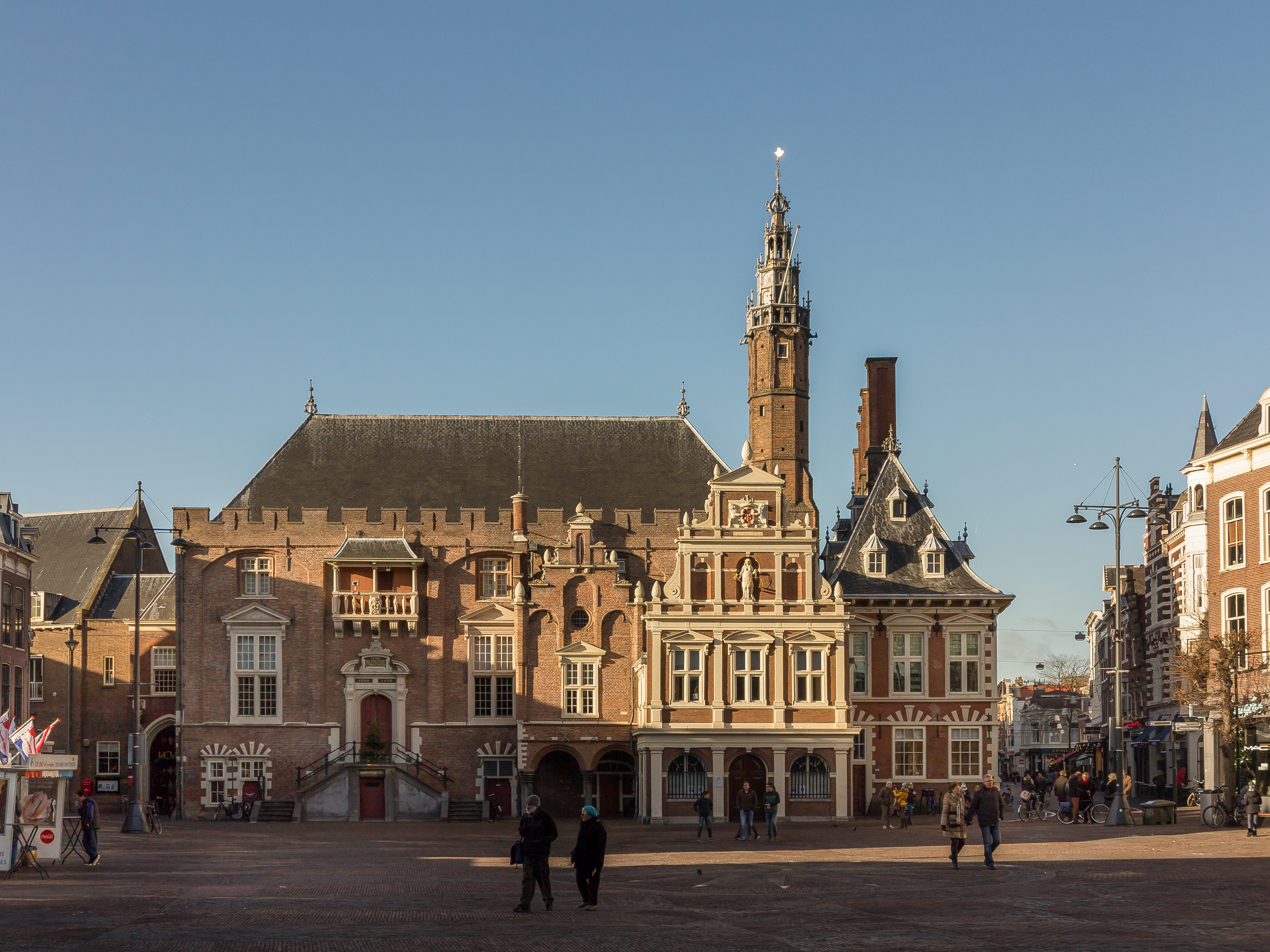
（B）市庁舎
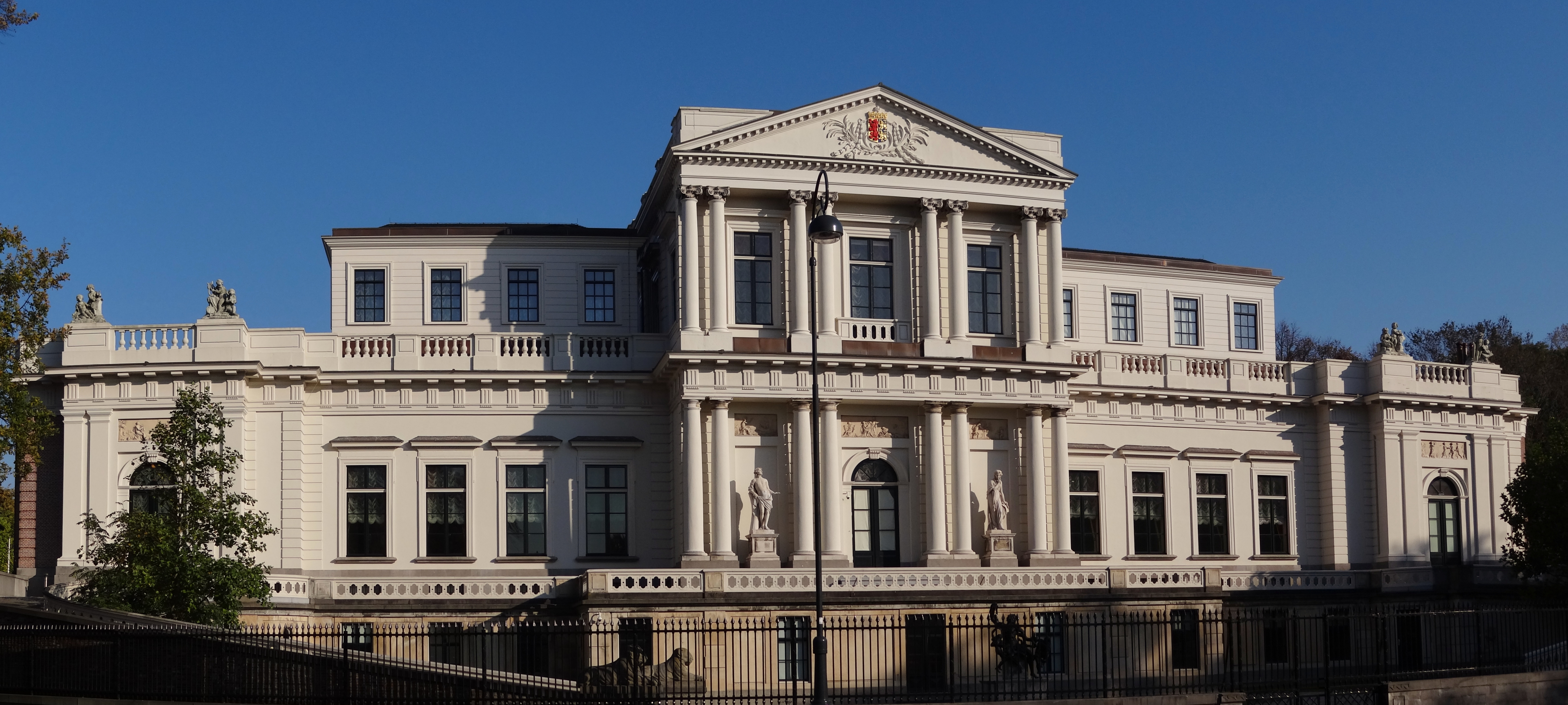
（L）ネオクラシック様式の行政施設
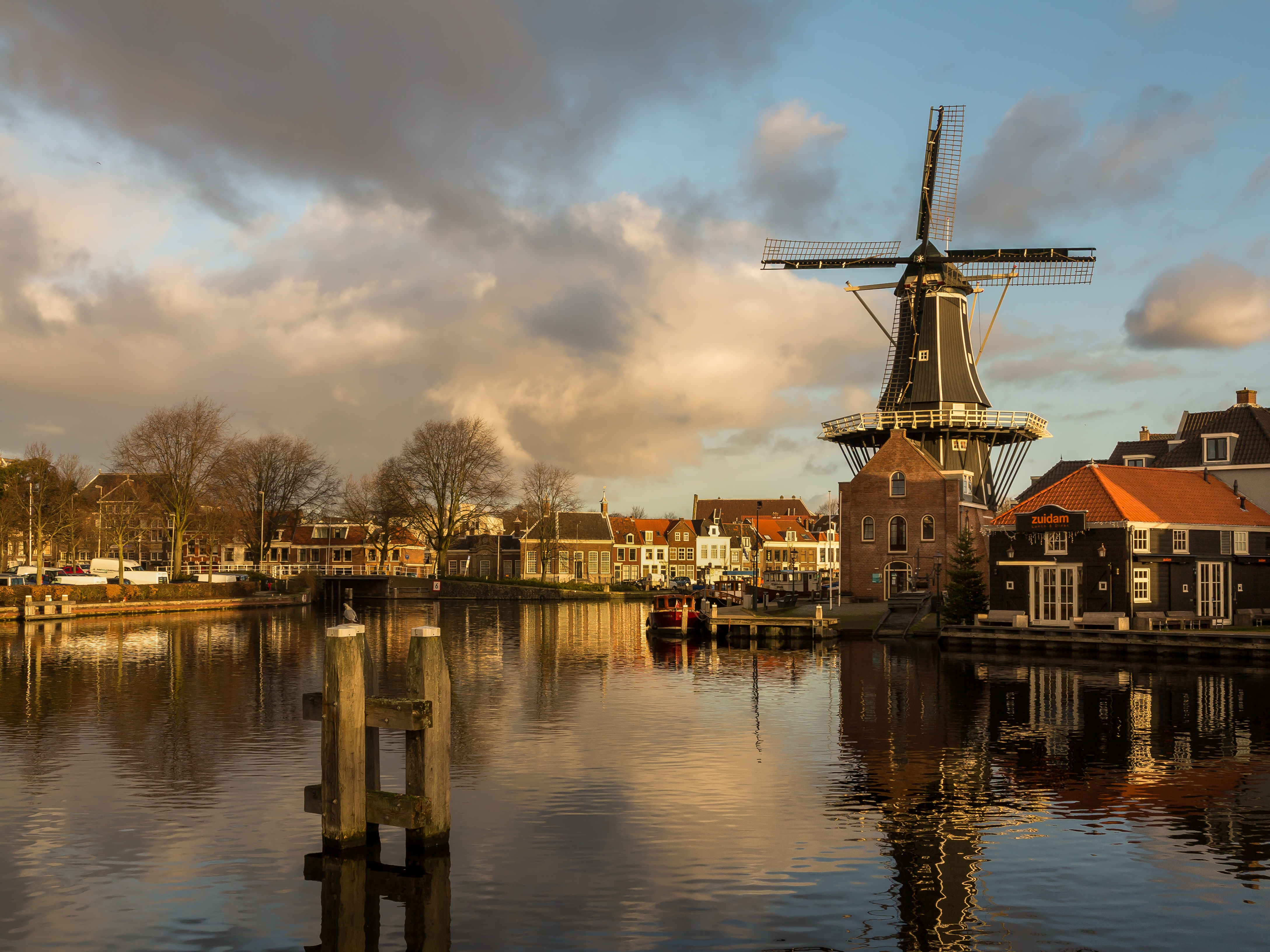
（M）アドリアーン水車 (スパーネ川)。

- 史跡
  - （G）聖ヤン教会（英語版）  – 元の聖歌隊席を展示エリアに活用。
  - （H）ハウス・ター・クリフ（英語版）の城塞跡
  - （J）アムステルダム門（英語版）
  - （K）ハールレム中央駅（英語版） – アールヌーヴォー様式の駅舎
  - （L）ヴィラ・ヴェルゲレゲン（英語版） – ネオクラシック様式の行政施設 (一部のみ一般開放)
  - （M）アドリヤーン（英語版）風車 – 1779年定礎、1932年に焼失し2002年に再建。

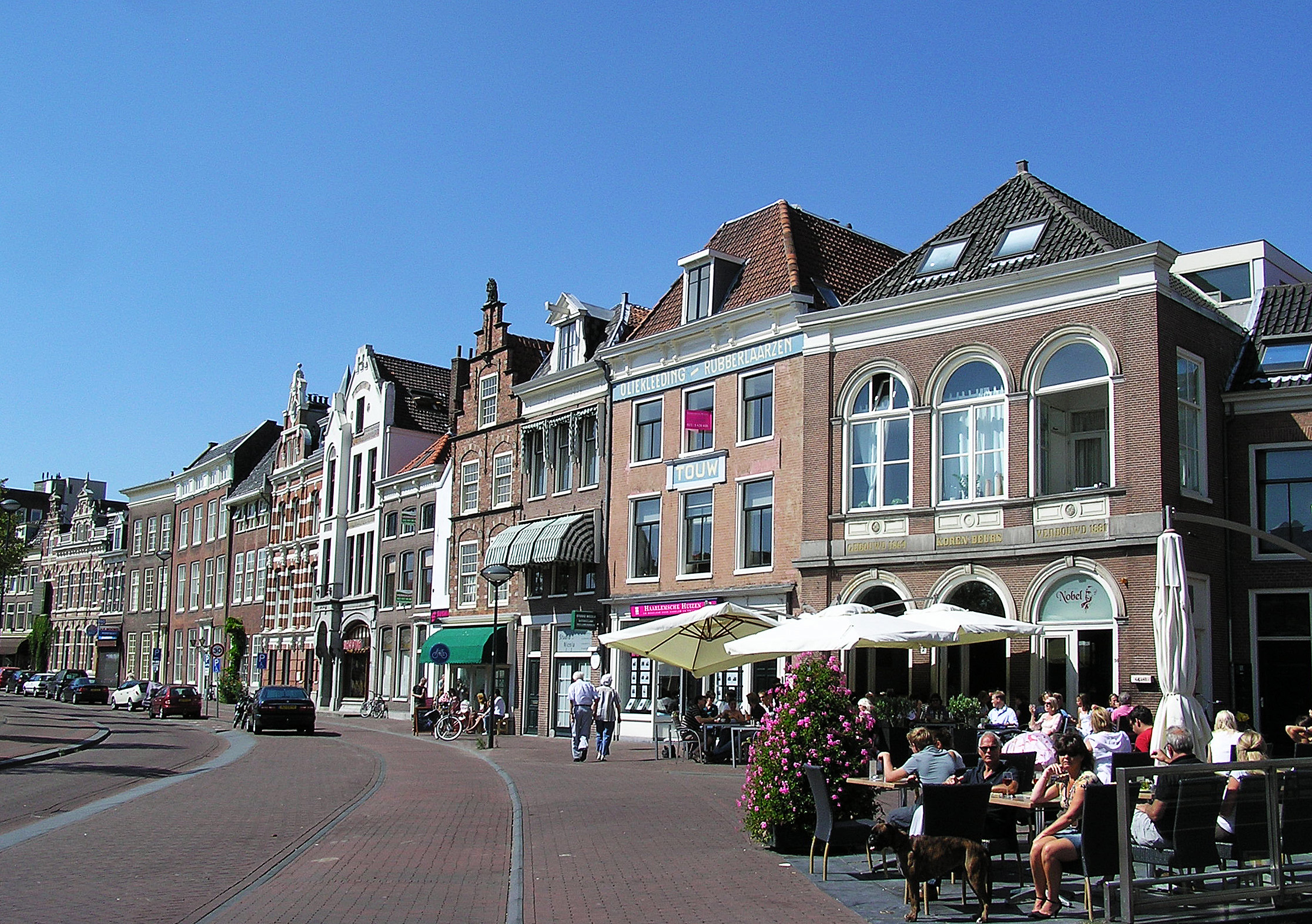
スパーネ川を背にした街並み。ドンケレ通り
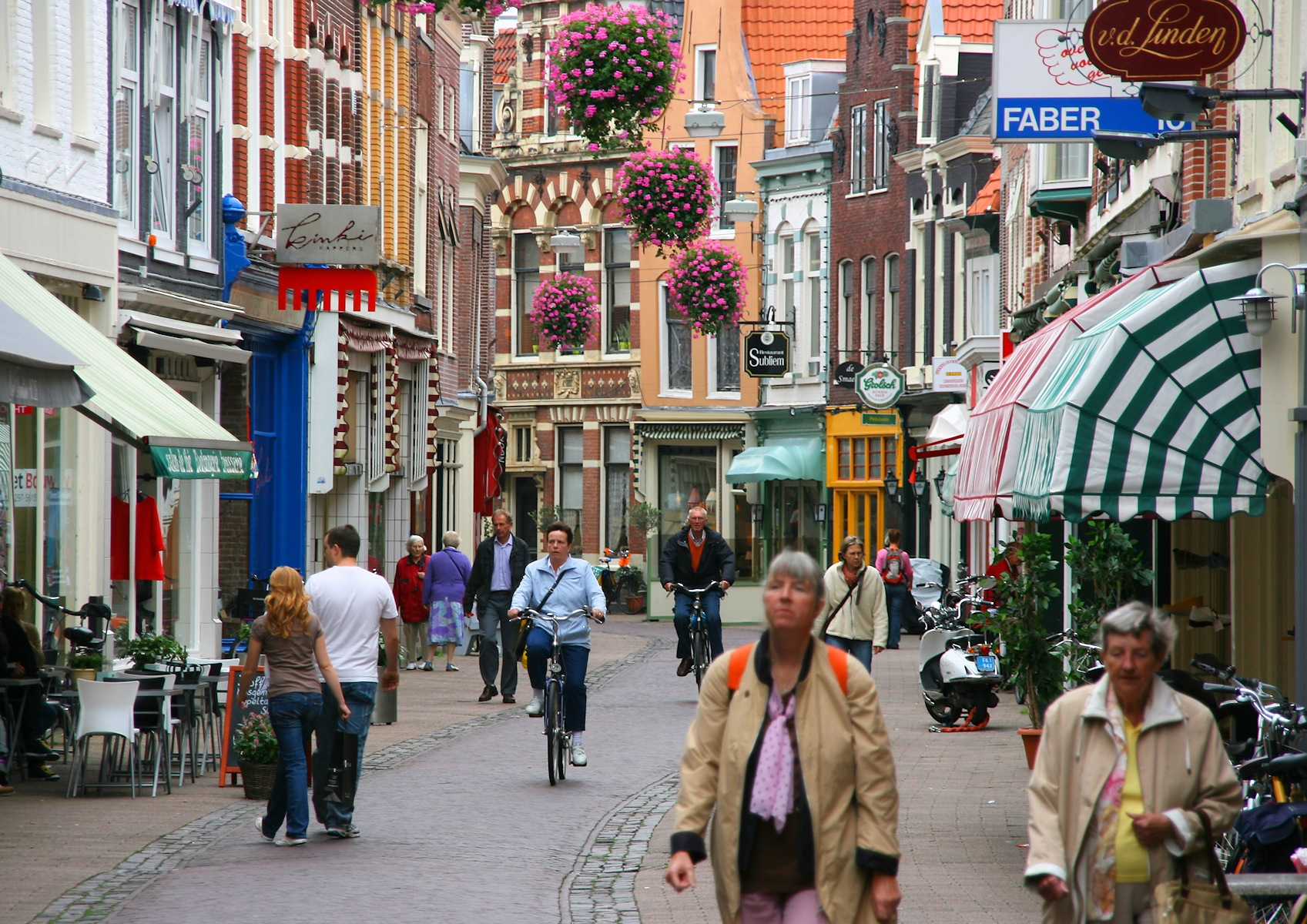
夏季のクライン・ハウストラート
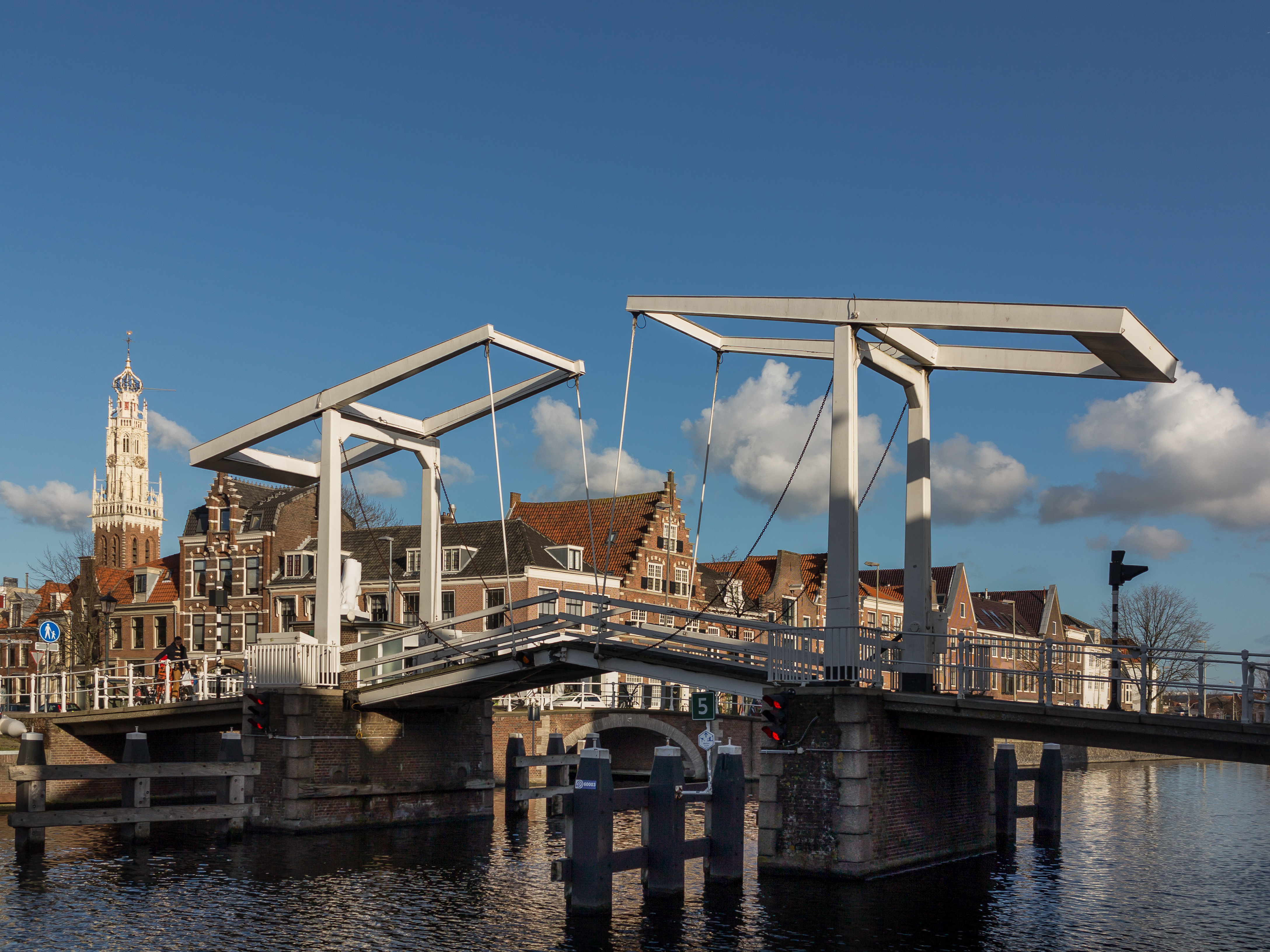
ビーコンデザートタワー(左奥)とグラベステネンブルク。
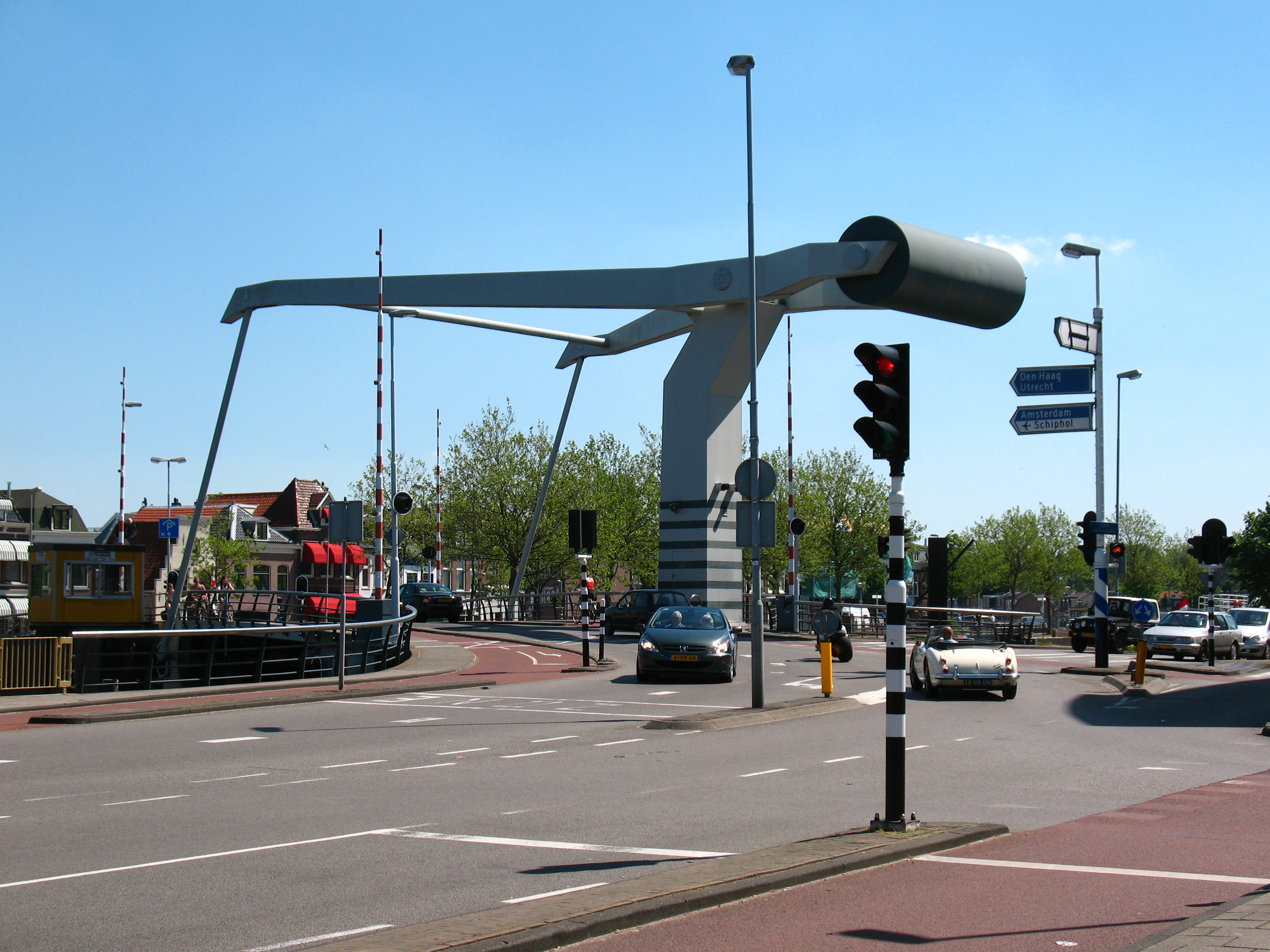
ランゲブリュック (長橋) のあだ名は「塗装用ローラー」。
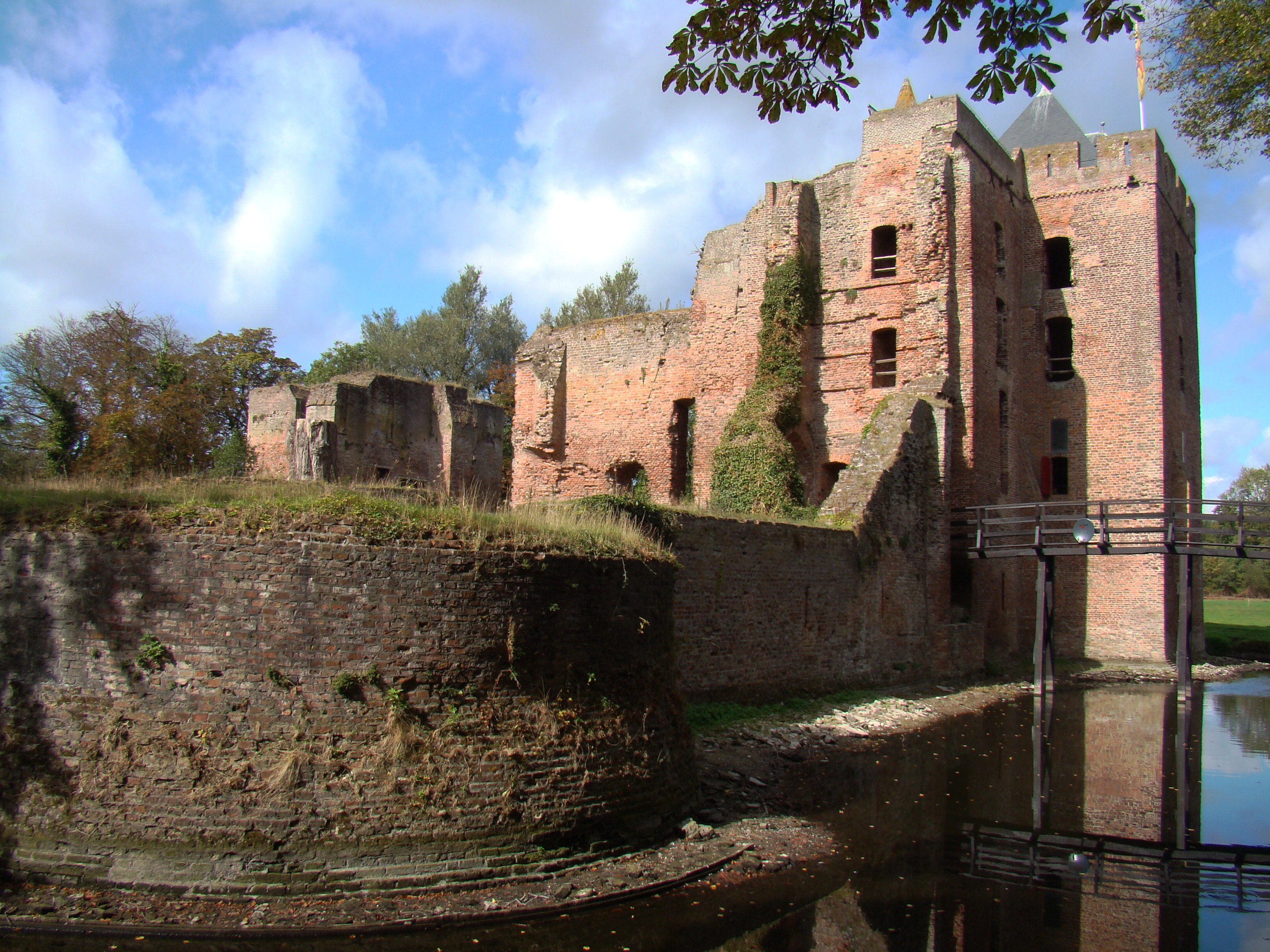
ブレデローデの遺構。

## 交通

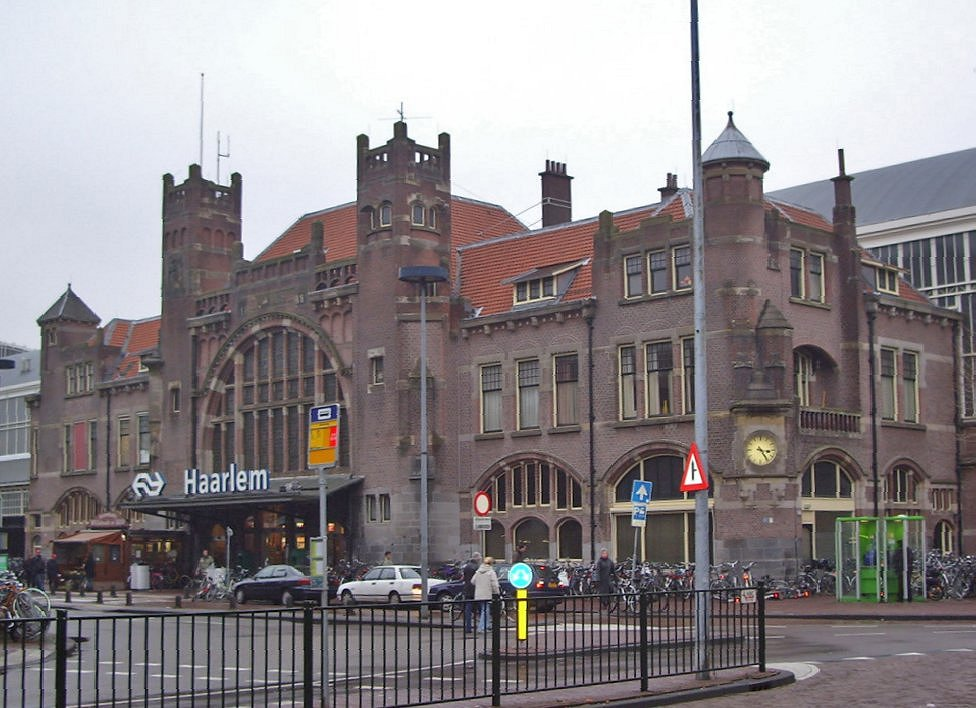
ハールレム駅は市内で最も重要な鉄道駅。ダーク・マーガダント設計。

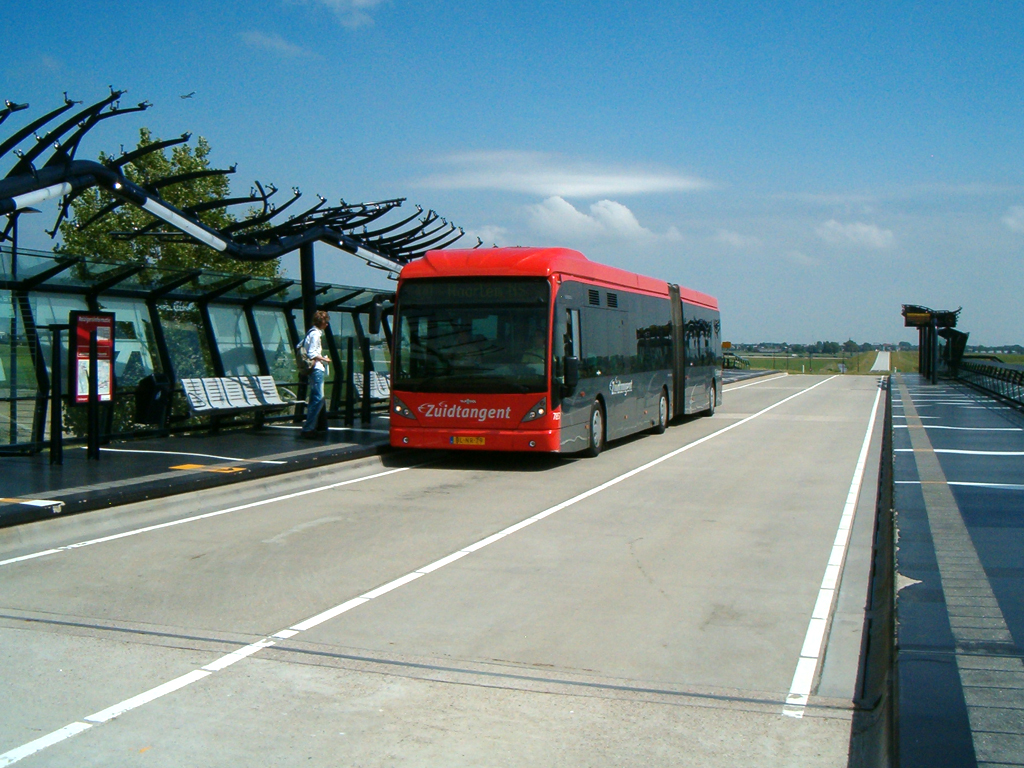
Zuidtangentはハールレム市内とスキポール空港を結ぶ質の高い公共交通機関。

航空
自治体域の東がアムステルダム・スキポール空港と接している。空港のターミナルビルまでは、ハールレム駅前のバス停からZuidtangentバス300系統に乗り、所要時間30分である（5分 - 10分に1本運行。市街地を出ると空港手前までバス専用道路を走る）。
鉄道
ハールレム駅より、アムステルダム中央駅への列車が10分 - 15分に1本運行されている（所要時間15分 - 20分）。また、アムステルダム・スローテルダイク駅で乗り換えアムステルダム・スキポール空港へ行くこともできる（所要時間約30分）。そのほか、ロッテルダム中央駅方面行きインターシティや各停、ホールン行き快速 (Sneltrein) なども運行されている。
バス
ハールレム駅前バス停から、Zuidtangentバス急行300系統・175系統（アムステルダム・スキポール空港、アムステルフェーン経由アムステルダム・ベイルマー・アレーナ駅行き）が5分 - 10分に1本ずつ運行されている。そのほか、アイマウデン、アムステルダム・マルニクス通りバスターミナル、アウトホールン、アムステルダム南駅行きなども運行されている。

## 出身者
- バルトロメウス・ファン・デル・ヘルスト - 画家
- ヤーコプ・ファン・ロイスダール - 画家
- デビッド・バークマン - 野球選手
- アドリアーン・ブラウエル - 画家
- マールテン・ステケレンブルフ - サッカー選手
- ブレンダ・シュルツ＝マッカーシー - 元プロテニス選手

## 姉妹都市
姉妹都市協定を交わす自治体は以下の通り。
- ハーレム[15]、アメリカ　2017年–
- オスナブリュック、ドイツ　1961年–
- アンジェ、フランス　1964年–

また次の都市と提携している。
- ムタレ、ジンバブエ
- アフィヨンカラヒサール県Emirdağ、トルコ[注 3]